# Csernátoni Vajda Sámuel (jogász)
Csernátoni Vajda Sámuel (Dés, 1821. február 19. – Kolozsvár, 1889. április 22.) királyi járásbíró, aljárásbíró, 1848/49-es honvédtiszt.

## Élete
A nagyenyedi és kolozsvári református kollégiumból kikerülve, jogot végzett, és a királyi táblánál három évi írnokoskodás után ügyvéd lett, és Belső-Szolnok vármegye ülnökei közé vették fel. 1848-ban mint nemzetőr, később mint honvédtiszt Bem József seregében harcolt. A szabadságharc után besorozták, és Olaszországba került, ahonnan öt év múlva bocsátották haza. Ekkor Désre, majd árpástói kis birtokára vonult vissza. A bethleni járásbíróság szervezése során Désen vállalt hivatalt, később albíró lett.
Olaszországban tartózkodása alatt jól megtanult olaszul, és lefordította az egész Boccacciót, de ez, valamint az olaszországi viszonyokra vonatkozó s műtörténelmi, illetve az 1848–49-as jegyzetei kéziratban maradtak.

## Munkái
- A Regélőbe a vidéki társaséletről több cikket írt
- Magyar ifjakhoz és szépnemhez című cikkét a Regélő-Pesti-Divatlap közölte
- Olaszországi történetek a forradalom után és Mihelás debreczeni kudarca 1848-ban című történeti visszaemlékezéseit a Kolozsvár (1888. dec. 24. és 1889. 32. sz.) hozta.